# تعهد
تعهد في الاقتصاد (بالإنجليزية: undertaking)
يتضمن التعهد في الاقتصاد معنيين :
1- وعد يقدمه أحد طرفي اتفاقية أو عقد للطرف الآخر ، والتعهد يكون عادة وعدا أو تأكيدا من جانب واحد ، أي أنه غير متبادل.
2- مشروع أو عمل يقدم عليه صاحبه وينطوي على تنفيذ أعمال تجارية أو صناعية أو ما شابه ذلك .

## اقرأ أيضاً
- التزام قانوني
- مردود الاستثمار
- الحد الأدنى للعائد
- مركز مربح
- مركز تكلفة
- مركز استثماري
- استطلاع الموارد المالية
- خداع (اقتصاد)
- عملة
- عملة قانونية
- عملة متداولة
- معدل الفائدة الإسمية
- معدل الفائدة الفعلية
- نظارة الحسابات
- مصروفات جارية
- في الإيداع
- نقص
- عملة مضمونة بأصول
- أوراق تجارية مالية
- موارد المال
- إيراد مقدم
- القيد الأول
- مؤجل
- مستحقات مؤجلة